# Rudstjärnet
Rudstjärnet är en tjärn i Färjestad i Karlstad i Karlstads kommun i Värmland och ingår i Göta älvs huvudavrinningsområde.
I juni 1812 begicks ett självmord i tjärnet när en man i 50-årsåldern från Kila socken dränkte sig där.

## Fisk
Dessa arter förekommer i sjön:
| - Björkna - Brax - Mört - Ruda - Sarv - Sutare |